# Émile-Louis Letord
Émile-Louis Letord, né le 10 mars 1880 à Meudon, ville où il est mort le 28 mars 1971, est un industriel français dont les ateliers ont été établis rue Paira dans sa commune natale.
Après avoir construit en 1910 un biplan de type Maurice Farman, le Letord et Niepce, il réalise différents appareils pour le colonel Émile Dorand, directeur de la Section technique de l'aéronautique (STAé) dont le laboratoire de Chalais-Meudon est voisin. Il construit en série les Dorand AR.1 et AR.2, le triplace de reconnaissance armée Letord 1, mais travaille aussi comme sous-traitant pour les grands avionneurs, comme Nieuport.
Dans la soirée du 17 février 1930 un incendie ravage les ateliers Letord de Meudon où plusieurs avions et un hydroglisseur sont en construction. Parmi les appareils détruits se trouvent deux trimoteurs postaux Couzinet 20 et l'Arc-en-ciel no 2. L'incendie détruit non seulement les avions, mais également toutes les archives et les plans. L'ingénieur qui avait été à l'origine des premiers prototypes, Georges Le Moy, réussit la prouesse, en quelques mois, de refaire entièrement, de mémoire, tous les plans de l’avion Arc-en-Ciel, ce qui permettra la construction de l'Arc-en-ciel no 3.